# Mauraz
Mauraz é uma comuna da Suíça, situada no distrito de Morges, no cantão de Vaud. Tem 0,50 km² de área e sua população em 2018 foi estimada em 59 habitantes.